# Karl Frenademez
Karl Frenademez (San Cassiano, 11 marzo 1970) è un ex snowboarder italiano.

## Biografia
Nato a San Cassiano, frazione di Badia, in Alto Adige, nel 1970, debutta in Coppa del Mondo a 26 anni, il 28 novembre 1996, a Tignes, in Francia, vincendo la prova di slalom parallelo, sua specialità insieme a slalom e slalom gigante.
Nel 1997 partecipa ai Mondiali di San Candido, arrivando 7º nello slalom e 21° nello slalom parallelo.
Nello stesso anno vince la Coppa del Mondo di slalom.
A 27 anni prende parte ai Giochi olimpici di Nagano 1998, dove lo snowboard era presente per la prima volta, nello slalom gigante, chiudendo 20º in 2'15"95.
Nel 1999 partecipa di nuovo ai Mondiali, stavolta a Berchtesgaden, in Germania, arrivando 4º nello slalom gigante parallelo,  7° nello slalom parallelo e 60° nello slalom gigante.
Termina la carriera a 30 anni, nel 2000, chiudendo con una Coppa del Mondo di slalom e 9 podi in Coppa del Mondo, con 2 vittorie, 3 secondi posti e 4 terzi. Il miglior piazzamento in classifica generale di Coppa del Mondo è un 5º posto nel 1997.

## Palmarès

### Coppa del Mondo
- Miglior piazzamento nella Coppa del Mondo di snowboard: 5° nel 1997.
- Vincitore della Coppa del Mondo di slalom nel 1997.
- 9 podi:
  - 2 vittorie
  - 3 secondi posti
  - 4 terzi posti

#### Coppa del Mondo - vittorie
| Data             | Località | Nazione | Spec. |
| ---------------- | -------- | ------- | ----- |
| 28 novembre 1996 | Tignes   | Francia | SP    |
| 1º marzo 1997    | Valdaora | Italia  | S     |

Legenda:

S = Slalom

SP = Slalom parallelo